# Procordulia sylvia
Procordulia sylvia – gatunek ważki z rodziny szklarkowatych (Corduliidae).